# Хорхе Гарсия Монтес
Хорхе Гарсия Монтес Ернандес (на испански: Jorge García Montes y Hernandez) е кубински политик. Той е министър-председател на Куба от 1955 г. до 1957 г.

## Биография
Монтес е роден в Ню Йорк на 19 октомври 1896 г., където баща му Хосе Мария Гарсия Монтес е в изгнание по време на войната за независимост на Куба срещу испанците. Монтес завършва юридическия факултет на Университета на Хавана през 1917 г. Той се жени за Консепсион Моралес де ла Торе (р. 1905 г.) на 21 януари 1924 г. в Хавана и имат дъщеря, Грасиела.
Монтес е депутат между 1922 и 1944 г. от Либералната партия на Куба. Той заминава в изгнание по време на Кубинската революция от 1933 г., която сваля генерал Херардо Мачадо и се завръща две години по-късно. Сенатор от 1954 до 1959 г. и министър-председател от 24 февруари 1955 г. до 26 март 1957 г. в правителството на генерал Фулхенсио Батиста. След това е министър на образованието между 1957 и 1959 г. Отново бяга зад граница след Кубинската революция от 1958 г., напуска Куба през април 1959 г. чрез колумбийското посолство и пристига в САЩ през май или юни 1959 г. В изгнание Монтес написва книгата „История на комунистическата партия на Куба“ с Антонио Алонсо Авила.
Умира на 21 юни 1982 г. в болницата „Mercy“ в Маями, Флорида.